# Botsorhel
Botsorhel é uma comuna francesa na região administrativa da Bretanha, no departamento Finisterra. Estende-se por uma área de 25,82 km². Em 2010 a comuna tinha 436 habitantes (densidade: 16,9 hab./km²).